# Dumitru Avram
Dumitru Avram (n. 3 iulie 1946, Săftica, România) este un politician român, fost deputat în Parlamentului României (2004-2008) ales pe listele PRM. Conform biografiei sale oficiale, Dumitru Avram a fost membru al PCR până în 1989 iar în perioada 1986-1989, el a fost instructor la secția de presă a CC al PCR. În cadrul activității sale parlamentare, Dumitru Avram a fost membru în grupurile parlamentare de prietenie cu Regatul Spaniei, Republica Armenia, Republica Tunisiană și Republica Portugheză.  

## Controverse
Pe 4 iulie 2012 Înalta Curte de Casație și Justiție a decis că Dumitru Avram a colaborat cu Securitatea, decizia fiind definitivă.

## Legături externe
- Fostul deputat PRM Dumitru Avram a colaborat cu Securitatea, pe ziare.com
- Dumitru Avram are o avere impresionantă Arhivat în 30 august 2019, la Wayback Machine., pe voceavalcii.ro